# Goudrugbergtangare
De goudrugbergtangare (Cnemathraupis aureodorsalis synoniem: Buthraupis aureodorsalis) is een zangvogel uit de familie Thraupidae (tangaren). De vogel werd in 1974 geldig beschreven. Het is een bedreigde, endemische vogelsoort in Peru.

## Kenmerken
De vogel is 23 cm lang. Het is een opvallend gekleurde tangare die lijkt op de zwartborstbergtangare (B. eximia), maar dan groter en met geel op de bovenkant van de vleugels, het onderste deel van de mantel en de stuit. De kop en de borst zijn zwart, de kruin en de nek zijn donkerblauw. De buik is geel met bruine vlekken, staart- en vleugelpennen zijn zwart. De snavel is dik en ook zwart gekleurd.

## Verspreiding en leefgebied
Deze soort is endemisch in de Andes van Midden-Peru in het grensgebied van de regio's La Libertad, San Martín en Huánuco. De vogel is qua habitatkeuze zeer kieskeurig en komt alleen voor in bergbossen van een zeer bepaald type die liggen als plukjes bos omzoomd door grasland op hoogten tussen de 3000 en 3700 meter boven zeeniveau; daardoor werd deze soort pas in 1974 ontdekt.

## Status
De goudrugbergtangare heeft een zeer beperkt verspreidingsgebied en daardoor is de kans op uitsterven aanwezig. De grootte van de populatie werd in 2016 door BirdLife International geschat op 250 tot 2500 volwassen individuen en de populatie-aantallen nemen af door habitatverlies. Het leefgebied wordt aangetast het afbranden van de stukjes bos om dit om te zetten in grasland dat geschikt is voor beweiding. Om deze redenen staat deze soort als bedreigd op de Rode Lijst van de IUCN.